# Рок Бразиліано
Рок Бразиліано (фр. Roche Brasiliano, порт. Roque Brasiliano, нід. Rock de Braziliaan; бл. 1630 р. — зник бл. 1671 р.) — голландський пірат, який народився в місті Гронінген. Його піратська кар'єра тривала з 1654 року до його зникнення приблизно в 1671 році. Перша згадка про нього походить з книги Александра Ексквемеліна «Пірати Америки», що вийшла друком у 1678 році. Ексквемелін не знав справжнього імені Бразиліано, але пізніші історики виявили, що він, ймовірно, народився як Ґерріт Ґеррітсзон (нід. Gerrit Gerritszoon) і що він разом із батьками переїхав до контрольованої Голландією Бразилії та через довге проживання в цій країні отримав своє прізвисько, що дослівно перекладається як «Рок Бразилець».

## Піратська кар'єра

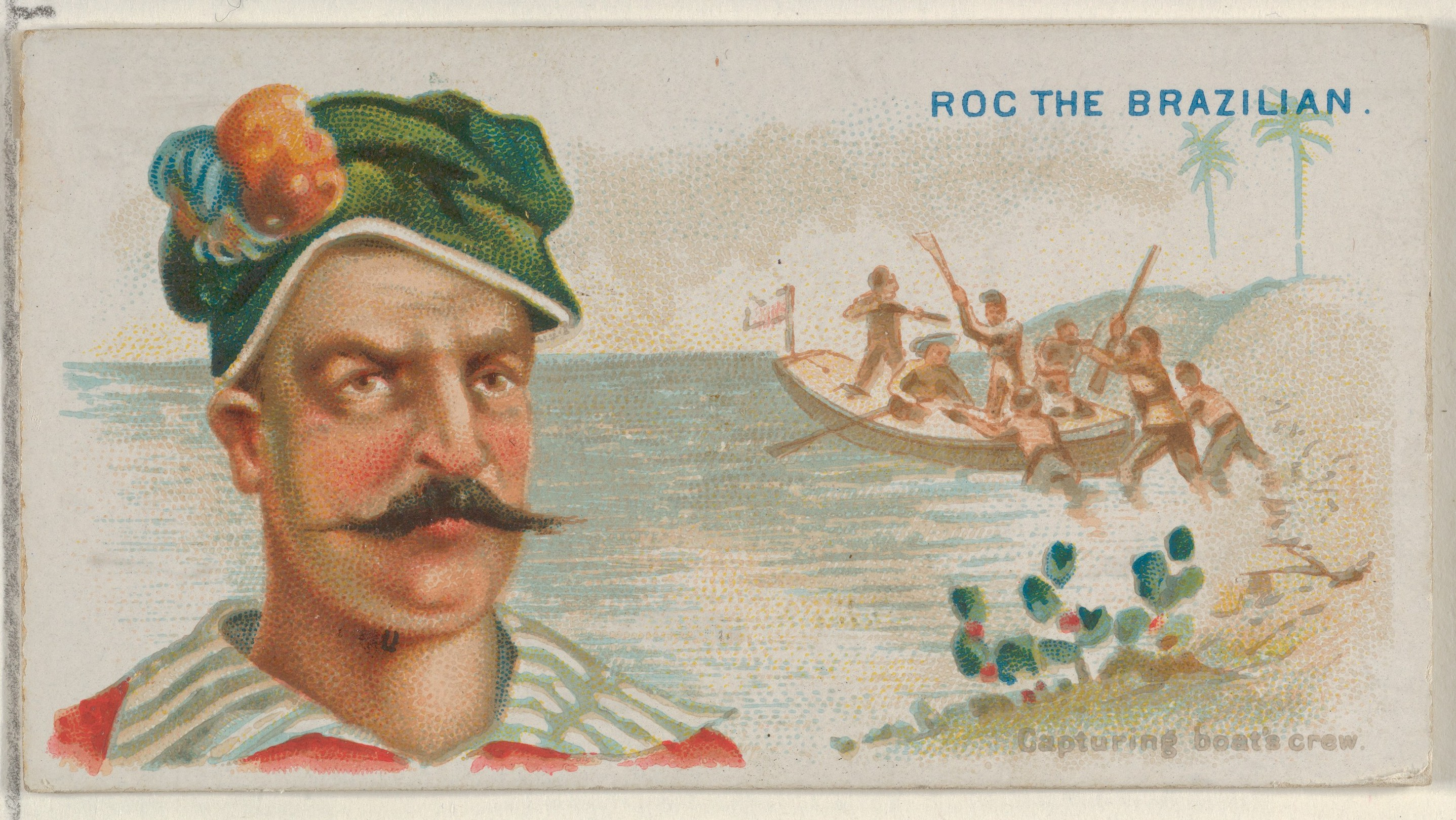
Рок Бразиліано захоплює човен, із основної серії «Пірати Іспанії» (N19) для сигарет Allen & Ginter MET DP835018

Батько Рока був голландським торговцем, що перебрався з родиною до Голландської Бразилії, де Рок жив до 1641 року, поки Португалія, що знову відокремилася від Іспанії не відновила контроль над своєю колонією. У Баїї в Бразилії він був капером, поки не очолив заколот на кораблі і не перетворився на буканьєра. Після цього, час від часу, він з'являється на Тортузі, перш ніж перебрався у Порт-Роял на Ямайці у 1654 році.
Під час свого першого самостійного плвання він захопив корабель із дорогим вантажем та успішно привів його на Ямайку. Зрештою його спіймали та відправили до Іспанії, але він утік і поклявся помститись своїм переслідувачам. Невдовзі він відновив свою кримінальну кар'єру, купивши нове судно у свого товариша-пірата Франсуа л'Олонне, а потім плавав разом із різними відомими каперами та буканьєрами, зокрема з сером Генрі Морганом і Джозефом Бредлі. Перший помічник Бразиліано Жиль де Лекатт зрештою також став капітаном, плаваючи з Бразиліано, Морганом та іншими в рейдах проти іспанців.

## Звірства
П'яний і агресивний Бразиліано погрожував застрелити кожного, хто не вип'є з ним. Він засмажив живцем двох іспанських фермерів на дерев'яних вертелах після того, як ті відмовилися віддати своїх свиней. Він поводився зі своїми іспанськими полоненими по-варварськи, зазвичай відрізаючи їм кінцівки або смажаючи живцем на вогні.

## Доля
Після 1671 року Бразиліано більше ніхто не бачив і не чув. Досі невідомо, що саме сталося з голландським піратом. Можливо він (а також його судно та люди) загинув у морі під час кораблетрощі, або був таємно схоплений, чи, можливо, пішов у відставку та прожив решту свого життя в анонімності. Питання місця та обставин його смерті залишається нез'ясованим.

## В популярній культурі
- Пірата на ім'я Рок Бразиліано зобразив Ентоні Квінн у фільмі 1952 року "Проти всіх прапорів";
- Рош Бразиліано — один із піратів у грі Sid Meier's Pirates!;
- Привид капітана Роша зустрічається як битва з босом у Abbey Games Renknown Explorers: International Society;
- Можливо, тезкj. персонажа є Рокса Д. Ксебек з One Piece ;
- «Рок Бразиліано» представлений як ігровий персонаж у настільній грі «Тортуга 1667».